# Radobica
Radobica és un poble i municipi d'Eslovàquia que es troba a la regió de Trenčín. La primera menció escrita de la vila es remunta al 1324.

## Demografia
| Godina             | 1994 | 2004   | 2014   | 2024   |
| ------------------ | ---- | ------ | ------ | ------ |
| Nombre de persones | 621  | 566    | 555    | 574    |
| Diferència         |      | −8,85% | −1,94% | +3,42% |

| Godina             | 2023 | 2024   |
| ------------------ | ---- | ------ |
| Nombre de persones | 580  | 574    |
| Diferència         |      | −1,03% |